# Ashtabula bicristata
Ashtabula bicristata är en spindelart som först beskrevs av Simon 1901.  Ashtabula bicristata ingår i släktet Ashtabula och familjen hoppspindlar. Inga underarter finns listade i Catalogue of Life.